# سوشال بلید

لوگو شرکت

سوشال بلید (به انگلیسی: Social Blade) یک پلتفرم آمریکایی است که ابزارهای آنالیز شبکه‌های اجتماعی را ارائه می‌دهد.

## تاریخچه
پلتفرم سوشال بلید در سال ۲۰۰۸ توسط جیسون اورگو راه اندازی شد. سوشال بلید یا Social blade وبسایتی است که لیست خوبی از شبکه‌های اجتماعی را پشتیبانی می‌کند و آنالیکتیک همه شان را در اختیارتان می‌گذارد. یوتیوب، توئیچ، فیس بوک، اینستاگرام، توئیتر، دیلی موشن، میکسر و سایت‌های دیگر را می‌توانید با استفاده از این سرویس مونیتور کنید. همچنین می‌توانید اطلاعات مهم مانند نرخ مشارکت، رتبهٔ مشارکت، رتبهٔ فالوئرها، میزان فالوئرها در ۳۰ روز گذشته، میزان فالوها در سی روز گذشته و اطلاعات کاربردی دیگر را به دست بیاورید. استفادهٔ اولیه از این وبسایت رایگان است ولی برای استفاده از امکانات بیشتر باید نسخهٔ حرفه‌ای آن را خریداری کنید.